# Jadav Payeng

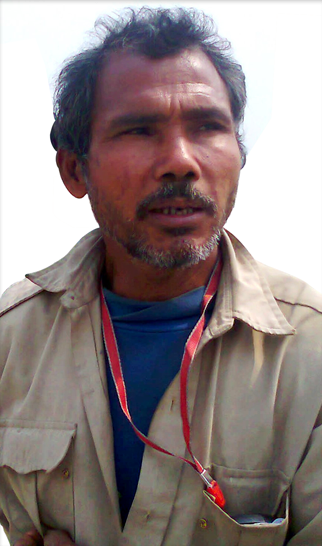
Jadav Payeng (2012)

Jadav „Molai“ Payeng (* 1963 in Assam) ist ein indischer Förster und Umweltaktivist. Er erreichte weltweit Aufmerksamkeit, als bekannt wurde, dass er über Jahrzehnte hinweg täglich bei Majuli auf einer Sandbank des Flusses Brahmaputra Bäume pflanzte und sich so über die Jahre aus der kargen Landschaft ein Waldreservat entwickelte. Der Wald, der eine Fläche von 550 Hektar (1360 Acre) aufweist und nach ihm benannt ist, liegt nahe der Ortschaft Kokilamukh bei Jorhat, im indischen Assam.

## Leben
Jadav Payeng gehört zu einem der örtlichen Stämme in Assam. Zusammen mit seiner Frau und seinen drei Kindern bewirtschaftet er eine Farm in dem von ihm angepflanzten Wald, auf der er Rinder hält. In einem Interview erzählte er, dass er ca. 100 seiner Kühe und Büffel durch die Tiger im Wald verloren hat, wofür er aber die zunehmende Urbanisierung bzw. Abholzung verantwortlich sieht.
Im Jahr 1979 stieß der damals 16-jährige Payeng auf vertrocknete Schlangen auf einer Sandbank und beschloss daraufhin an jener Stelle 20 Bambus-Setzlinge zu pflanzen.
Er setzte die Tätigkeit im selben Jahr an jener Stelle fort, nachdem das Forstamt des örtlichen Golaghat-Distrikts einen Entwurf für die Aufforstung eines 200 Hektar großen Areals in fünf Kilometer Entfernung der Ortschaft Kokilamukh plante. Als einer von mehreren Förstern setzte Molai den auf fünf Jahre terminierten Plan um. Doch entschied er sich nach Ablauf der offiziellen Aufforstung auf eigene Faust das Gebiet durch das weitere Pflanzen von Bäumen zu vergrößern und das Areal zu pflegen. Mit bengalischen Tigern, Panzernashörnern, Affen, über hundert Rehen und Hasen sowie verschiedenen Vogelarten, beispielsweise Geiern, konnte sich dort eine Fauna etablieren. Mit Flammenblumen, Hülsenfrüchtlern, asiatischen Kapokbäumen, Myrobalanen, Königinblumen und Bambussen, von denen letztere ein Gebiet von 300 Hektar ausmachen, ist die Flora ebenso vielfältig. Eine Herde von 100 Elefanten hält sich ebenfalls halbjährlich in dem Gebiet auf.

## Jadav Payeng in den Medien

Die Illustration Jadav Payengs des Kinderbuchs Jadav and the Tree-Place

Seine Anstrengungen wurden den verantwortlichen Behörden im Jahr 2008 bekannt, nachdem das Forstamt das Areal auf der Suche nach einer Elefantenherde betrat, die zuvor eine Ortschaft verwüstet hatte. Der Wald wurde danach regelmäßig von Behördenmitarbeitern aufgesucht. Im Jahr 2013 alarmierte Jadav Payeng die örtlichen Verantwortlichen, nachdem Wilderer den Wald durchkämmten. Mehrere Dokumentationen beschäftigen sich mit seiner Person bzw. seinem Wirken, darunter The Molai Forest von Jitu Kalita aus dem Jahr 2012.
Foresting life von der indischen Filmproduzentin Aarti Shrivastava sowie die Kickstarterdokumentation Forest Man beschäftigen sich ebenfalls mit seiner Person. Letztere Dokumentation, die auf mehreren Festivals ausgestrahlt wurde, erhielt auf dem Internationalen Filmfestspiele von Cannes 2014 eine Auszeichnung als beste Dokumentation.
Jadav Payengs Leben wurde Gegenstand eines Kinderbuchs: Jadav and the Tree-Place und zwei Bilderbücher: The Boy Who Grew a Forest (Sleeping Bear Press, 2019) und Es werde Wald! (NordSüd Verlag, 2022). Es werde Wald! wurde von der Deutschen Akademie für Kinder- und Jugendliteratur zum Klima-Buchtipp des Monats September 2022 ernannt.

## Auszeichnung
Für seine Dienste um und für die Erfolge für die Natur wurde er von der Jawaharlal Nehru Universität am 22. April 2012 ausgezeichnet. In einem Pressetermin mit dem Ramon-Magsaysay-Preisträger Rajendra Singh und dem Vizekanzler der Universität veranschaulichte er die Vorgehensweise bei einer beginnenden Aufforstung. Im Oktober 2013 wurde er vom indischen Institut der Forstwirtschaft ebenfalls honoriert. Im Jahr 2015 wurde er mit dem Padma Shri ausgezeichnet.